# Wydział IV Edukacji Muzycznej, Chóralistyki i Muzyki Kościelnej Akademii Muzycznej im. Karola Lipińskiego we Wrocławiu
Wydział IV Edukacji Muzycznej, Chóralistyki i Muzyki Kościelnej Akademii Muzycznej im. Karola Lipińskiego we Wrocławiu – jeden z pięciu wydziałów Akademii Muzycznej im. Karola Lipińskiego we Wrocławiu. Jego siedziba znajduje się przy Placu Jana Pawła II 2 we Wrocławiu.

## Struktura
- Katedra Edukacji Muzycznej
- Katedra Muzyki Kościelnej

## Kierunki studiów
- edukacja artystyczna w zakresie sztuki muzycznej[2]
- muzyka kościelna[3]

## Władze
Dziekan: dr hab. Artur Wróbel, prof. AMKL
Prodziekan: dr Agnieszka Zwierzycka